# Limnoperdaceae
Limnoperdaceae är en familj av svampar. Limnoperdaceae ingår i ordningen Polyporales, klassen Agaricomycetes, divisionen basidiesvampar och riket svampar.
|                | Polyporaceae                  |
|                |                               |
|                | Phanerochaetaceae             |
|                |                               |
|                | Meruliaceae                   |
|                |                               |
|                | Meripilaceae                  |
|                |                               |
| Limnoperdaceae | \| \| Limnoperdon \| \| \| \| |
|                | \| \| Limnoperdon \| \| \| \| |
|                | Grammotheleaceae              |
|                |                               |
|                | Ganodermataceae               |
|                |                               |
|                | Fomitopsidaceae               |
|                |                               |
|                | Cystostereaceae               |
|                |                               |
|                | Sparassidaceae                |
|                |                               |
|                | Tubulicrinaceae               |
|                |                               |
|                | Xenasmataceae                 |
|                |                               |
|                | Taiwanofungus                 |
|                |                               |
|                | Repetobasidiopsis             |
|                |                               |
|                | Phlebiella                    |
|                |                               |
|                | Globuliciopsis                |
|                |                               |
|                | Lepidostroma                  |
|                |                               |
|                | Crustodontia                  |
|                |                               |
|                | Crystallocystidium            |
|                |                               |
|                | Irpicochaete                  |
|                |                               |
|                | Nigrohydnum                   |
|                |                               |
|                | Globosomyces                  |
|                |                               |
|                | Limnoperdon                   |
|                |                               |

|  | Limnoperdon |
|  |             |